# STEP BY STEP (ZIGGY의 노래)
〈STEP BY STEP〉(스텝 바이 스텝)은 ZIGGY의 11번째 싱글이다.

## 개요
애니메이션 사양된 단축 버전(미음원화)과 다르거나, 발매 용에 보컬만 리테이크했기 때문에 거의 다르다. 
커플링 곡은 정규 앨범 미수록. 《명탐정 코난》의 애니메이션인 삽입곡으로 한번 사용됐다. 
애니메이션 옴니버스 《명탐정 코난 주제가집》에는 두 곡 모두 수록되어있다. 

## 수록 내용
| #  | 제목                        | 작사·작곡       | 편곡 | 재생 시간 |
| -- | --------------------------- | --------------- | ---- | --------- |
| 1. | 〈STEP BY STEP〉            | 모리시게 쥬이치 |      |           |
| 2. | 〈HAPPY END〉               | 모리시게 쥬이치 |      |           |
| 3. | 〈STEP BY STEP (카라오케)〉 |                 |      |           |

## 미디어에서의 사용
STEP BY STEP
- 요미우리 TV 닛폰 TV계 애니메이션 《명탐정 코난》 첫 번째 닫는 곡 (#1)

| TV 애니메이션 《명탐정 코난》 닫는 곡 1996년 1월 8일 (1화) ~ 1996년 7월 29일 (26화) |                        |                                 |
| 이전 곡: -                                                                          | ZIGGY 〈STEP BY STEP〉 | 다음 곡: 히스 〈미궁의 연인들〉 |